# クマゼミ

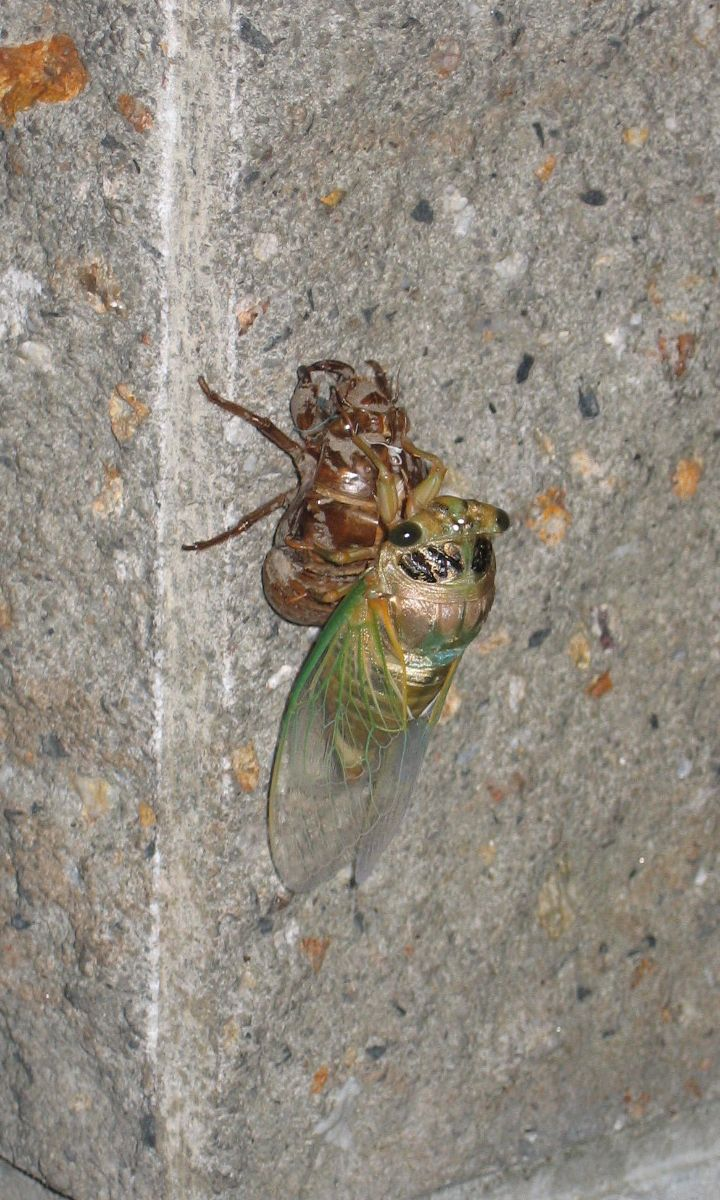
羽化直後のクマゼミ

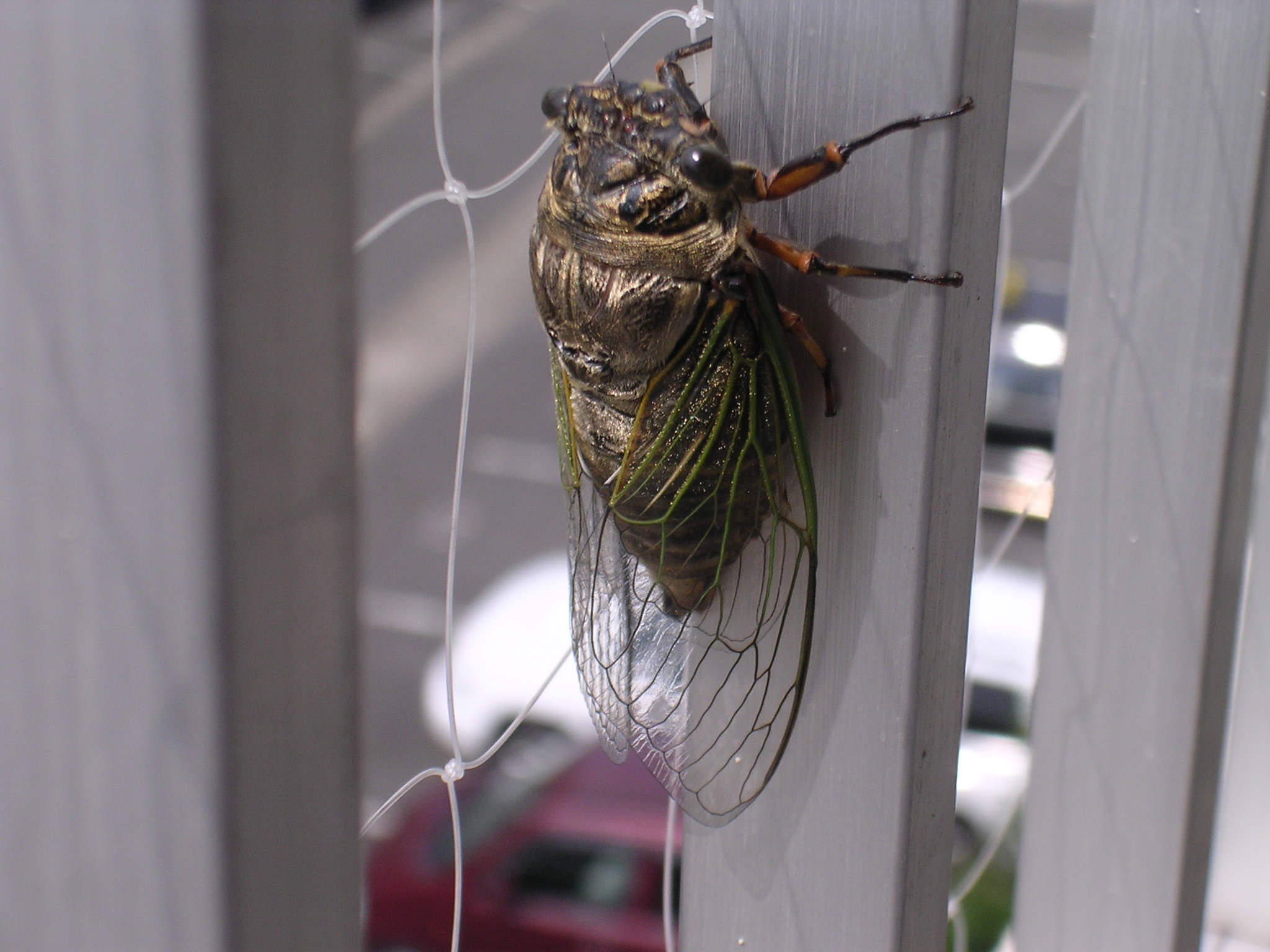
金色の微毛に覆われた個体

クマゼミ（熊蟬、蚱蟬、学名: Cryptotympana facialis）は、カメムシ目（半翅目）セミ科に分類されるセミの一種。エゾゼミやコエゾゼミとは、分類学上かなりの近縁である。

## 概要
日本特産種の大型のセミで、成虫の体長は60-70mmほど。日本産のセミの中では、ヤエヤマクマゼミに次いで大きな体をしている。アブラゼミやミンミンゼミに比べて頭部の幅が広い。
翅は透明で、付け根付近の翅脈は緑色。背中側は艶のある黒色だが、腹部の中ほどに白い横斑が2つある。また羽化から数日までの個体は、背中側が金色の微毛で覆われる。腹部は白、褐色、黒の組み合わさった体色で、オスの腹部には大きな橙色の腹弁がある。

## 生態
温暖な地域の平地や低山地に棲息し、都市部の公園や街路樹などにも多い。
成虫が発生するのは7月上旬から9月上旬くらいだが、特に7月下旬から8月上旬、大暑から立秋にかけての最も暑い頃が発生の最盛期である。成虫の寿命は2週間程度とされているが、大阪市立大学による調査では30日生きたメスが捕獲されたという研究結果も報告されている。
オスは腹を激しく縦に振りながら大きな声で鳴く。鳴き声は「シャシャシャ…」や「センセンセン…」などと聞こえる。蝉（セミ）の音読みは「セン」であり、クマゼミの鳴き声が蝉の語源となったという説がある。
鳴く時間帯は主に日の出から正午までの午前中で、日が照って温度が上がる午前7時頃から午前10時頃まで最も盛んに鳴くが、猛暑日の炎天下では鳴かない。近くにクマゼミがいないと、鳴き終わってすぐに別の場所に飛んで移動するという習性があり、これは出現初期や末期に顕著である。一方、近くでクマゼミが鳴くと競り合うように鳴き、群集する。また、公園などで生息密度が増してくると、夕方の時間帯にも盛んに鳴くことがある。朝の時間帯には、空中をクマゼミが飛び交っている様子がよく見られる。センダンやキンモクセイ、サクラ、シマトネリコ、ケヤキなどの木の幹に止まって樹液を吸う。朝の鳴いている時間帯には高い場所にいるが、昼間は木の根元付近まで降りてきている。

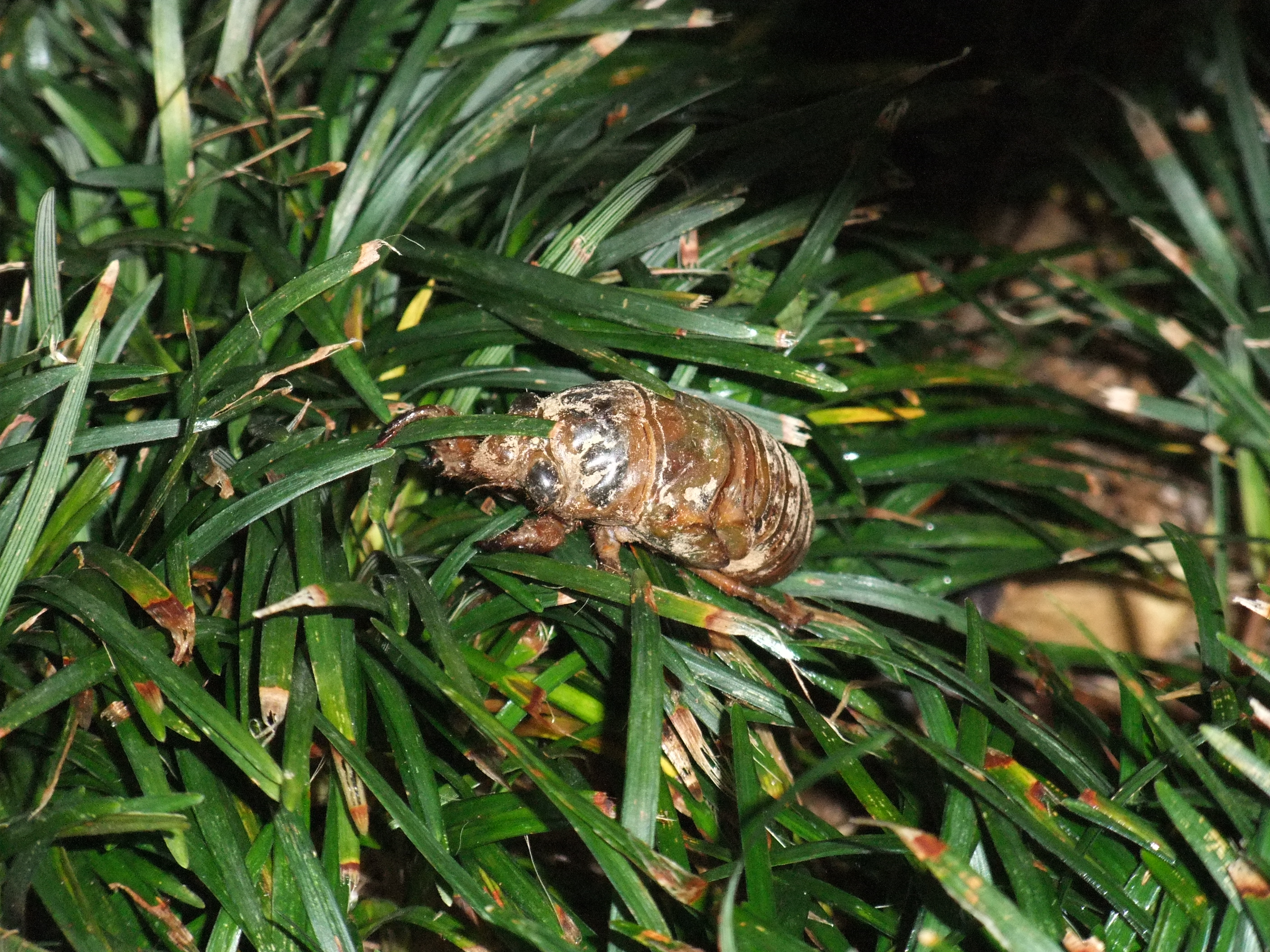
クマゼミの幼虫

幼虫はアブラゼミと似ているが、わずかに大きくて体に艶がなく、頭部や腹部に泥が付くので区別できる。他のセミと比較しても割と高い位置まで登っていって羽化する。樹木だけでなく、民家の外壁やコンクリートブロックをよじ登るなど、幼虫も強い手足の力を持っている。羽化したばかりのクマゼミの成体は白っぽい色をしており、一晩かけて徐々に黒く染まっていく。翌朝には成虫としての身体が出来上がって飛ぶことも可能だが、その時点ではまだ完璧に鳴くことはできない。センダンには脱皮殻が全くつかないという統計結果がある。

### ミンミンゼミとの関係
ミンミンゼミとクマゼミの鳴き声は、人間の耳で聞く限りは全く違って聞こえるが、この2種のセミの鳴き声のベースとなる音はほぼ同じであり、その音をゆっくりと再生すればミンミンゼミの鳴き声に、早く再生すればクマゼミの鳴き声となる。このように両種のセミの鳴き声には共通点があるため、クマゼミとミンミンゼミは互いに棲み分けをしていると言われる。
台湾や中国南部の低山帯に棲息するタイワンクマゼミは、クマゼミとミンミンゼミのちょうど中間のような声で鳴く。このセミの鳴き声もまた、ベースとなる音はクマゼミ・ミンミンゼミと全く同じなのである。そしてタイワンクマゼミは、台湾ではタカサゴクマゼミと環境的な棲み分けをしている。タカサゴクマゼミは、日本のクマゼミとよく似た声で鳴くためである。沖縄県の石垣島・西表島でクマゼミとヤエヤマクマゼミが棲み分けをしているのと同じ原理である。
ミンミンゼミとクマゼミはともに午前中によく鳴く種類であり、この事が両種のセミで時期的な棲み分けを必要としているという説がある。ただ、ミンミンゼミは一日中鳴いているセミであり、両種が棲み分けを必要とするには根拠が薄い。

### 断線被害
クマゼミは電柱からの引き込みケーブルに産卵管を差し込んで産卵することがあるという。そのため「耐セミタイプ」のケーブルも開発されている。
また、光通信の普及により、光ファイバーケーブルを枯れ枝と間違えて産卵し断線させるケースも西日本で数多く報告されている。NTT西日本の事業エリアでは、2005年・2006年共に1,000件近いクマゼミ被害が報告されており、2006年からはケーブルの形状を改良しているという。

## 分布
クマゼミは南方系のセミであり、分布域は南関東、東海、北陸地方と西日本（近畿、中国、四国、九州、南西諸島）である。なお、台湾、中国に分布するという報告もあったが、台湾の記録の多くが近縁のタカサゴクマゼミの誤同定で、中国大陸の分布も疑わしい（中国南部の低山帯では、クマゼミとよく似た声で鳴くマンダリンクマゼミというセミも棲息する）。近畿・九州などの西日本の平地では個体数が多く、都市域でも普通に見られる。
関東地方では生息数を増やしている。京都大学教授・沼田英治の2019年時点の見解によると、関東での北限は50年前（昭和期に相当）の神奈川県から、東京都内や茨城県へ北上している。その原因として、気候の温暖化や植樹に伴う卵・幼虫の移動の可能性を推定している。

## クマゼミに関する謎

### 奄美三島の分布空白
クマゼミは南西諸島にも棲息するが、鹿児島県奄美群島の喜界島、奄美大島、徳之島には従来分布しなかった。周辺の沖永良部島や与論島ではごく普通に見られるが、上述の奄美三島だけが「クマゼミの空白地帯」になっていた。奄美大島と徳之島では後に棲息が確認されたが（喜界島では未発見）、これは人為的移入と見られている。なお、奄美大島ではクマゼミの棲息数が順調に増加しており、島内の色々な地域で鳴き声が聞こえるようになったと報告されている。
この分布空白の謎を、奄美三島における日照時間の少なさをもとに説明するものがある。つまり、地理的に日照時間がかなり少ない奄美大島とその周辺の地域は、ほかのセミと比べて明るい場所を好む陽性的なクマゼミの生息には適していないとする説である。
また沖縄県の八重山列島では、石垣島と西表島ではクマゼミの発生時期に1か月ものズレがあるが、これも気候からは説明のつかない現象である。これらの島々を含む南西諸島では、クロイワツクツクと同じように島によってクマゼミの遺伝形質が異なると考えられる。

### 南関東・北陸におけるクマゼミの増加
1980年代以降、大阪市などの西日本の都市部で、セミ全体数に対するクマゼミの割合の増加が観測されている。クマゼミは九州などの温暖な地域に多く、従来はアブラゼミが最も多く見られた本州では珍しいセミであったが、その後はクマゼミも頻繁に確認されるようになった。
また1990年代頃から南関東や北陸地方でクマゼミ棲息地の東進・北上が報告されている。このセミの昔からの棲息域に入る神奈川県小田原市では、1990年代に入ってクマゼミの急増が確認され、以後はアブラゼミに次ぐ第2のセミとなっている。同様に、日本海側の金沢市でもクマゼミが年々増えており、市中心部では毎年のように合唱が確認できるほどの状態となっている。ただし、冬の寒さが金沢より厳しい福井市や富山市では、今のところクマゼミ増加の兆しはない。
このようなクマゼミ増加の原因には、下のように大きく分けて2種類が存在する。

### 温暖化説
クマゼミは、大昔の比較的温暖な時期（縄文時代）には南関東の広域で棲息していたが、比較的寒冷な時期（弥生時代以降）になると南関東の大部分で死滅し、冬でも比較的温暖な房総半島南部や三浦半島南端のみで生き残ったとの指摘がある。これは、温暖期には北海道の広域でミンミンゼミが棲息していたが、寒冷期になると冬でも比較的温暖な道南や地熱により局地的に気温の高い屈斜路湖の和琴半島のみに生き残ったのと同じ原理である。そして再び温暖な時期になり、クマゼミの北上・東進が進み、南関東の広範囲でもクマゼミが棲息するようになった。東京都内・北陸の金沢は、北上・東進の最前線域と指摘されている。
一方で、この説に従わない指摘も存在する。例えば、温暖なはずの山口大学キャンパス内でクマゼミが存在せず、アブラゼミのみ存在した話や、京都市で100年前にクマゼミを採集したという小野喜三郎氏の伝記など、地球温暖化との関連性を否定する逸話もある。
もともと近畿地方のクマゼミは都市部ではあまり多くなかった。しかし高度経済成長期あたりから都市部で増加し始め、大阪市内ではアブラゼミを完全に凌駕している。このような、特定の種類のセミがそれ以外の種類のセミを凌駕する傾向は、セミの種類こそ異なるものの他の都市においても見られる。
様々な都市に見られるセミの生息分布の変化が地球温暖化によるかどうかはわかっていない。しかし、セミ類以外の昆虫（チョウやコオロギなど）では地球温暖化の影響と見られる事例（ナガサキアゲハやヒロバネカンタンの棲息域拡大など）が指摘されている。

### 樹木の移植説・野鳥の捕食説
クマゼミの棲息域の拡大の原因として、樹木の移植の際に根の周囲に混入した幼虫を挙げる説や樹木環境の変化を挙げる説もあり、全てが地球温暖化が原因であるとは断言することはできない。
従来アブラゼミが多かった都市において、クマゼミの棲息数が増えてアブラゼミが減少した原因について、地球温暖化とヒートアイランド現象の影響とする説もあるが、野鳥の捕食が関連するという論文もある。これはクマゼミとアブラゼミの天敵回避方法の違いによるもので、アブラゼミは近くの樹木に隠れる習性があるが、クマゼミは木には隠れずに遠くへ飛んで逃げるため、樹木の少ない都市部ではアブラゼミは逃避に手間取ってしまい野鳥に捕食されやすいというものである。
また、東京ディズニーランド内の人工林や東京都大田区や埼玉県蕨市の公園などでは局地的にクマゼミが毎年発生している。これは、後述のように植樹によって幼虫が持ち込まれたことが原因と考えられている。東京都多摩地域や神奈川県川崎市の公園でもそのようなケースは多数確認されている。奄美大島・徳之島におけるクマゼミの発見も上述のように樹木の移植が原因と考えられているほか、札幌でクマゼミの声がごくまれに聞かれる事例も樹木の移植が原因である可能性がある。
他の昆虫であれば、幼虫が持ち込まれても冬を越せない、繁殖できないなどの理由で、翌年には姿を見せなくなることが多い。しかしセミ類の場合、気候の影響が比較的少ない地中で、幼虫として何年も過ごす。すなわち、樹木の根にクマゼミ幼虫が混入していた場合、何年もクマゼミが羽化し続けることになる。幼虫が全て羽化し終わるまで、クマゼミが発生し続けるが、成虫は繁殖できずに定着できない可能性もある。クマゼミの定着については、東京都町田市や神奈川県大和市など生き物調査を継続している自治体も複数ある。

## 近縁種

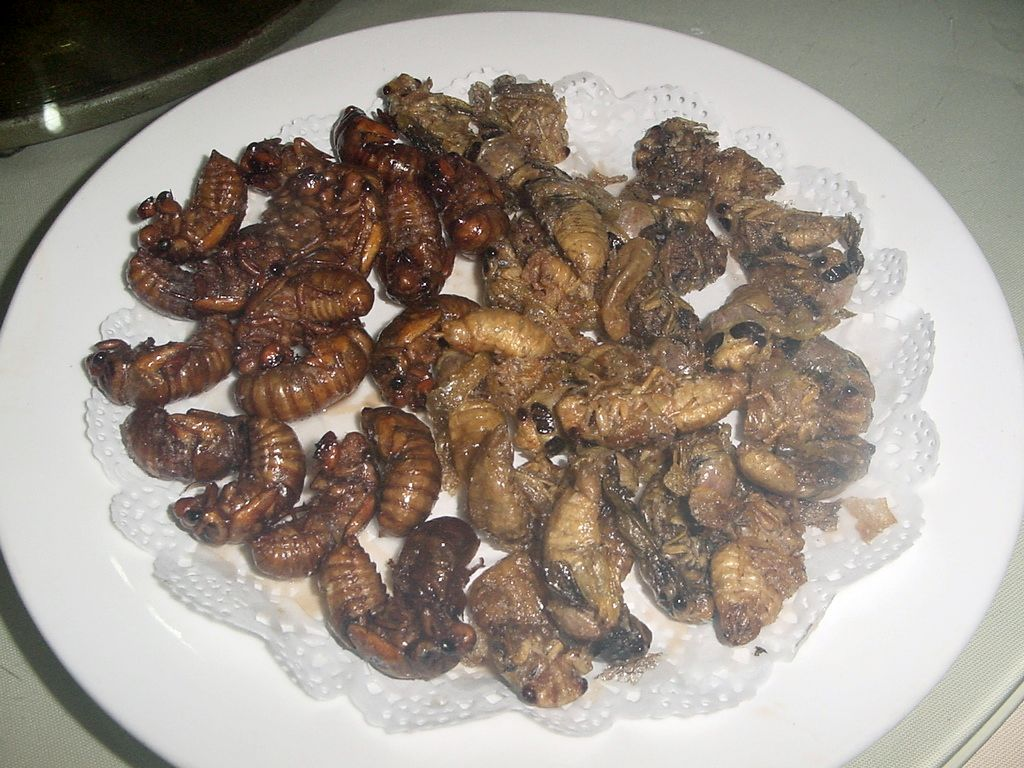
山東料理として出されるスジアカクマゼミの素揚げ2種

ヤエヤマクマゼミ C. yayeyamana Kato, 1925
沖縄県の石垣島と西表島に分布する固有種。山地の森林に棲息し、平地のクマゼミとは概ね棲み分けている。鳴き声はミンミンゼミに似る。大陸や台湾の低山帯に分布するタイワンクマゼミは近縁種である。体長はクマゼミよりさらに大きく、日本最大のセミである。
スジアカクマゼミ C. atrata (Fabricius, 1775) (zh)
大陸系のクマゼミで、2001年には石川県金沢市に分布することが発表された。日本に樹木が持ち込まれた際に一緒についてきたと見られる。鳴き声そのものは日本のクマゼミとは全く異なり、エゾゼミやコエゾゼミと似ている。ただし音質はその2種よりさらに重低音で、エゾゼミの鳴き声にあるようなビート音もなく、音量もエゾゼミより小さい。ニイニイゼミと同じく、ほぼ一日中鳴く。韓国や中国華北や華中では市街地でも多い。ソウルや北京市ではミンミンゼミと共存しているが、上海市や重慶市などではミンミンゼミが棲息しないため、スジアカクマゼミの半独占状態（ニイニイゼミも棲息するので完全な独占状態ではない）となっている。クマゼミと比べると、明らかに冬の寒さに対する耐性が強いセミである。昆虫食が盛んな中国山東省では、俗に「金蝉」と呼ばれ、主に終齢幼虫や成虫が山東料理の食材として用いられ、素揚げや煮付けにして食べられるため、養殖も行われている。